# Sankt Gallen
Sankt Gallen é um município da Áustria, situado no distrito de Liezen, no estado da Estíria. Tem 129,79 km² de área e sua população em 2019 foi estimada em 1.821 habitantes.